# Región Autónoma de la Costa Caribe Sur
Die Región Autónoma de la Costa Caribe Sur (RACCS; deutsch Autonome Region südliche Karibikküste), frühere Bezeichnung Región Autónoma del Atlántico Sur (RAAS; deutsch Autonome Region Südatlantik) ist eine von zwei autonomen Regionen in Nicaragua. Diese und die Región Autónoma de la Costa Caribe Norte bestehen als Verwaltungseinheiten neben den 15 Departamentos in Nicaragua. Die beiden autonomen Gebiete entstanden durch eine neue Verfassung im Jahr 1987 und die daraufhin folgende Teilung des Departamentos Zelaya.
Die Hauptstadt der Region ist Bluefields. Die Fläche beträgt 27.407 km² bei einer Bevölkerungszahl von rund 390.670 Einwohnern (Berechnung 2016), was einer Bevölkerungsdichte von etwa 14 Einwohnern/km² entspricht.
Die Región Autónoma de la Costa Caribe Sur ist in zwölf Municipios unterteilt:
1. Bluefields
2. Bocana de Paiwas
3. Corn Islands – Inselgruppe
4. Desembocadura de la Cruz de Río Grande
5. El Ayote
6. El Rama
7. El Tortugero
8. Kukra Hill
9. La Cruz de Río Grande
10. Laguna de Perlas
11. Muelle de los Bueyes
12. Nueva Guinea